# میرفیلد
latitudeمیرفیلدlongitudeمیرفیلد
میرفیلد (به انگلیسی: Mirfield) یک شهرک در بریتانیا است که در انگلستان واقع شده‌است.

## نگارخانه

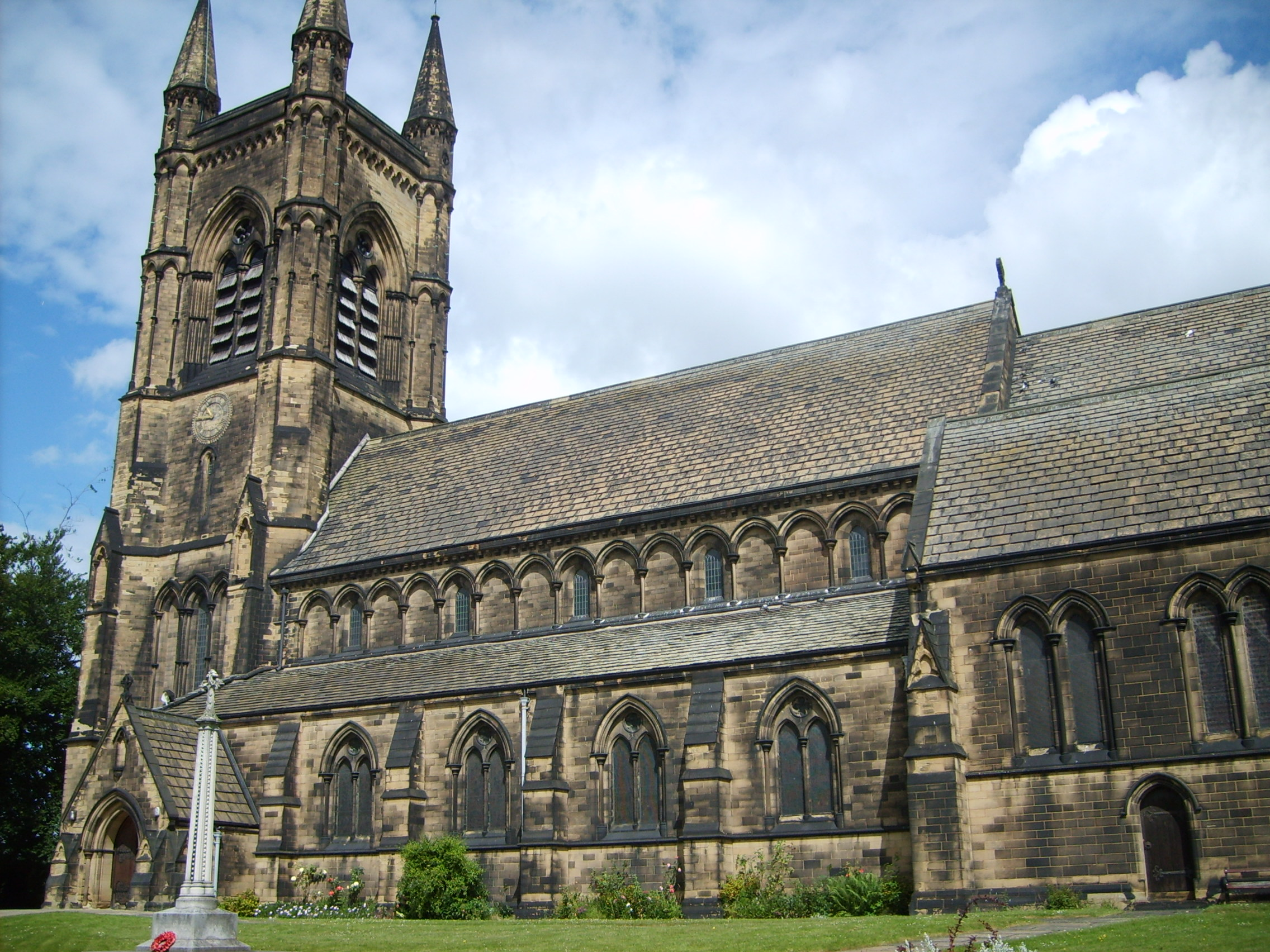
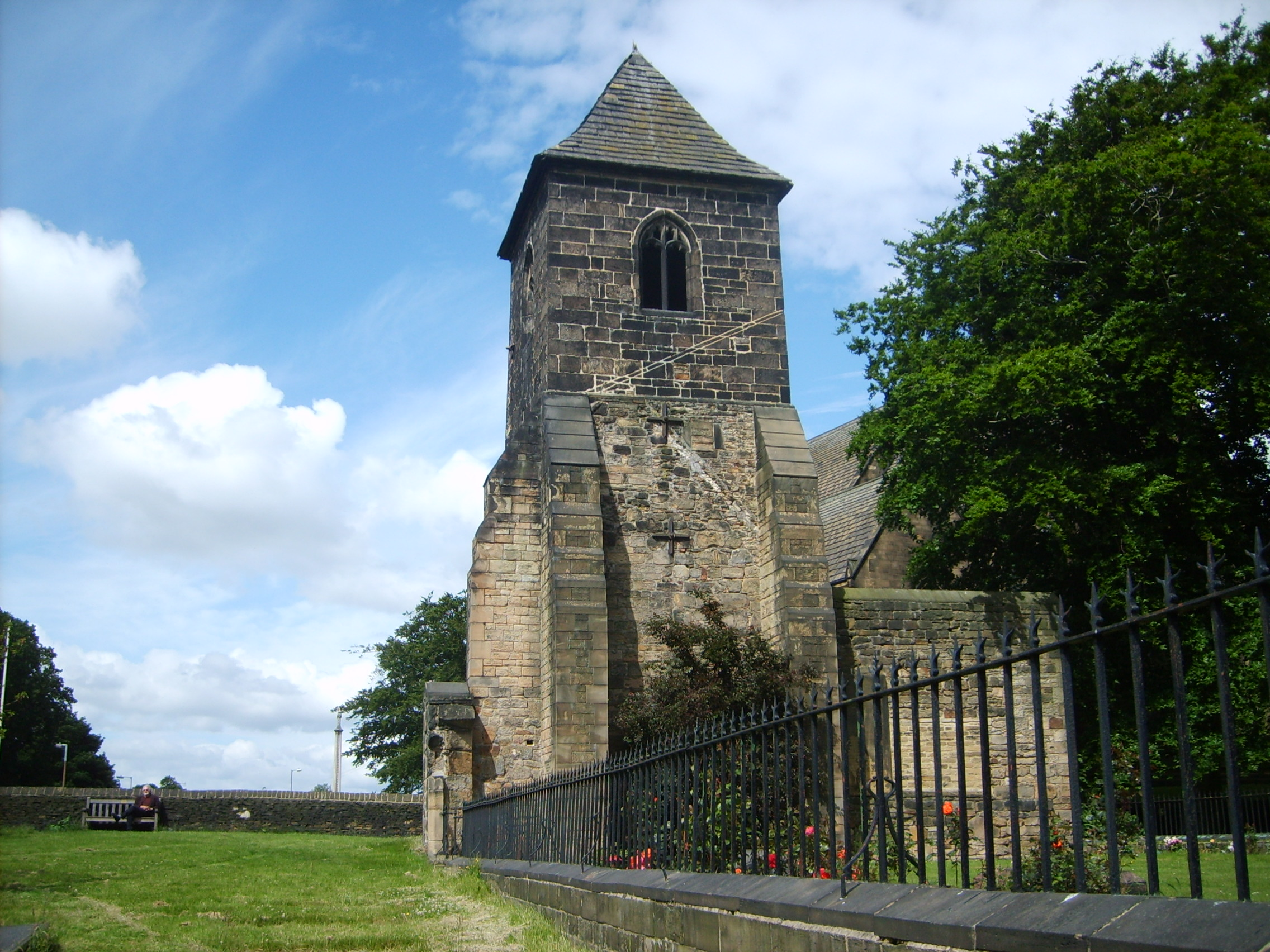

## خصوصیات
میرفیلد ۱۸٬۶۲۱ نفر جمعیت دارد.